# Matti Lehtinen
Matti Kalervo Lehtinen  (* 24. April 1922 in Lappee; † 16. August 2022 in Helsinki) war ein finnischer Opernsänger (Bariton).

## Leben
Lehtinen studierte 1945–1948 Sologesang an der Sibelius-Akademie und ergänzte seine Studien 1949 an der Königlichen Oper Stockholm. Sein Opern-Debüt hatte er im Jahre 1949 in Helsinki und bekam danach eine feste Anstellung an der Finnischen Nationaloper.
1950 gewann Matti Lehtinen in Genf einen ersten Preis beim Gesangswettbewerb des Concours de Genève. Von 1952 bis 1955 gehörte er dem Ensemble der Kölner Oper an. Danach betätigte er sich bis 1963 als freier Konzert-, Opern-, Oratorien- und Liedersänger. 1957 sang er in Basel bei der Uraufführung der Oper Tilman Riemenschneider die Titelrolle.
Im Herbst 1963 übernahm Lehtinen wieder ein Engagement an der Finnischen Nationaloper und eine Professur für Gesangskunst an der Sibelius-Akademie, ein Posten, den er bis 1987 bekleidete.
1965 wurde ihm die Medaille Pro Finlandia verliehen.
An der Nationaloper, aber auch bei den Opernfestspielen in Savonlinna gestaltete er zahlreiche denkwürdige Interpretationen bedeutender Rollen seines Fachs, z. B. Papageno in der Zauberflöte, Don Alfonso in Così fan tutte, Escamillo in Carmen, Leporello in Don Giovanni, Porgy in Porgy and Bess u. v. a.
Viele angehende Sänger wurden von ihm unterrichtet bzw. gefördert, darunter auch so erfolgreiche wie der berühmte Matti Salminen.